# Bernard Unterhalt
Bernard Unterhalt (* 10. Dezember 1933 in Düsseldorf; † 20. April 2017) war ein deutscher Chemiker (Pharmazeutische Chemie) und Hochschullehrer.

## Leben
Bernard Unterhalt, Sohn von Hildegard Unterhalt, geborene Krall, und ihrem Mann, dem Apotheker Bernard Unterhalt († vor 1986), besuchte Gymnasien in Wesel und Bad Salzuflen. Er absolvierte ein Apothekerpraktikum in Herford und studierte anschließend ab 1956 Pharmazie mit Staatsexamen 1959, Chemie mit Diplom 1960 und Lebensmittelchemie mit Staatsexamen 1964 an der Universität Marburg. Er wurde dort 1963 bei Horst Böhme mit einer Arbeit Über die Struktur und das Reaktionsverhalten einiger Substitutionsprodukte des Isothiochromans zum Doktor der Philosophie promoviert und habilitierte sich, ebenfalls in Marburg, 1968. Anschließend lehrte er zunächst weiter in Marburg.
Unterhalt folgte 1982 einem Ruf auf den Lehrstuhl für Pharmazeutische Chemie an der Universität Münster, den er über seine Pensionierung am 1. März 1999 hinaus bis zum Oktober 2002 innehatte.
Seine Arbeitsgebiete waren beispielsweise die Entwicklung künstlicher Süßstoffe sowie Untersuchungen zu Synthese und Eigenschaften (Analytik) verschiedener Stoffgruppen wie der Nitramine, der ungesättigten Oxime und einiger schwefelhaltiger Heterocyclen.
Bernard Unterhalt war katholisch, seit 1966 verheiratet mit Ingeburg Unterhalt und hatte zwei Kinder.

## Publikationen
Unterhalt verfasste einige Lehrbücher zu Themen der pharmazeutischen Chemie und berichtete über seine Arbeitsergebnisse in zahlreichen Zeitschriftenveröffentlichungen. Zudem war er Autor chemie- und pharmaziehistorischer Werke.

### Lehrbücher
- Pharmanorganische Chemie. Wissenschaftliche Verlags-Gesellschaft, Stuttgart 2000.
- Organisch-chemisches Praktikum für Pharmazeuten. 2., völlig überarbeitete und erweiterte Auflage. Wissenschaftliche Verlagsgesellschaft, Stuttgart 1986.
- Organisch-Chemisches Halbmikro-Praktikum. Wissenschaftliche Verlagsgesellschaft, Stuttgart 1976.

### Zeitschriftenpublikationen (Auswahl)
- mit M. Ghori: Oxime mit Süßstoffeigenschaften. In: Zeitschrift für Lebensmittel-Untersuchung und Forschung. Band 170, 1980, S. 34–35.
- Naturstoffe mit N‐O‐Bindung in der Pharmazie. In: Pharmazie in unserer Zeit. Band 9, 1980, Nr. 4, S. 114–125.
- mit D. Thamer: Nitramine; IV. Aminomethyl-nitramine. In: Synthesis. 1973, Nr. 11, S. 676–677.
- mit Edmar Seebach und Dieter Thamer: Substituierte 1,2,4,6‐Thiatriazacyclohexan‐1,1‐dioxide. In: Archiv der Pharmazie. Band 311, 1978, Nr. 1, S. 47–51.
- 500 Jahre Pharmazie in Münster/Westfalen. In: Pharmazie in unserer Zeit. Band 29, 2000, Nr. 5, S. 309–314.
- Ernst Otto Beckmann – Pharmazeut, Chemiker und Erfinder. In: Pharmazeutische Zeitung. 2002, Nr. 43.